# دانيال باتسون
دانيال باتسون (بالإنجليزية: Daniel Batson)‏ هو عالم نفس أمريكي، ولد في 15 مارس 1943.